# Temnora iapygoides
Temnora iapygoides là một loài bướm đêm thuộc họ Sphingidae. Loài này có ở forests từ Sierra Leone to Congo và Uganda, cũng như Zimbabwe, Zambia, Malawi và từ Tanzania tới Kenya coast.
Chiều dài cánh trước khoảng 18–22 mm. Nó gần giống loài Temnora eranga, but the forewing upperside is lacking subapical cream markings và the postmedian cream translucent spot. Furthermore, the abdominal sternites are without white spots.